# Bivio
Bivio foi uma comuna da Suíça, no Cantão Grisões, com cerca de 227 habitantes. Estendia-se por uma área de 76,70 km², de densidade populacional de 3 hab/km². Confinava com as seguintes comunas: Avers, Bever, Marmorera, Mulegns, Sils im Engadin/Segl, Silvaplana, Soglio, Stampa, Sur.
As línguas oficiais nesta comuna eram o alemão, o italiano e o romanche.

## História
Em 1 de janeiro de 2016, passou a formar parte da nova comuna de Surses.